# 小行星13859
小行星13859（13859 Fredtreasure）是一颗绕太阳运转的小行星，为主小行星带小行星。该小行星于1999年12月13日发现。

## 轨道参数
小行星13859的轨道半长轴为2.7954214 UA，离心率为0.21。